# Stop & Shop
The Stop & Shop Supermarket Company или просто Stop & Shop — сеть супермаркетов, расположенных в юго-восточной части США. Сеть была основана в 1914 году Соломоном и Джени Рабиновичами под названием Economy Grocery Stores Company. Четыре года спустя магазин сменил направление на самообслуживание, как в современных супермаркетах. В 1942 году компания сменила название на Stop & Shop. В настоящее время сеть насчитывает около 400 супермаркетов, являясь крупнейшей сетью супермаркетов в юго-восточной части Новой Англии.
С 1995 года владельцем Stop & Shop является голландский оператор супермаркетов Ahold. В 2004 году сеть объединилась с другим подразделением Ahold — Giant, образовав компанию Stop & Shop/Giant-Landover. 24 июня 2015 года было объявлено, что Stop & Shop объединится Delhaize Group — оператором супермаркетов, представленным в США сетями Hannaford и Food Lion.